# Гюстав Мишел (духовник)
Гюстав Мишел (на френски: Gustave Michel) е френски католически духовник, лазарист, мисионер в Македония, дългогодишен преподавател в Солунската българска семинария.

## Биография
По народност е французин. Роден е в 1868 г. Става монах в лазаристкия орден в 1888 г. и пристига в мисията в Солун. Преподава 20 години в Солунската българска семинария. След това по няколко години е директор на Кукушката българска католическа прогимназия, а след това на тази в Енидже Вардар. Подкрепял винаги българското население пред османските власти.
След установяването на сръбска и гръцка власт в Македония, отец Мишел заминава да преподава във френския колеж „Сен Беноа“ в Цариград.